# Aleksander Sjatilov
Aleksander "Alex" Sjatilov (hebreiska: אלכסנדר "אלכס" שטילוב) född 22 mars 1987 i Uzbekiska SSR, Sovjetunionen
, är en israelisk artistisk gymnast med uzbekisk härkomst. 

## Karriär
Aleksander Sjatilov började utöva gymnastik vid fem års ålder och han immigrerade med sina föräldrar till Israel år 2002. Han är specialiserad på fristående inom gymnastiken. Inom denna gren vann han världscupen i Glasgow 2008, han kom trea vid EM i artistisk gymnastik år 2009 och även trea vid VM samma år. Vid VM 2007 slutade han femma och 2006 slutade han sjua. I och med sina finaldeltaganden blev han första israel att nå en final i ett världsmästerskap. 
Vid de olympiska sommarspelen 2008 i Peking representerade Sjatilov Israel. I kvalificeringsrundan slutade han åtta i fristående, och gick i och med det vidare till finalen. Han slutade även 29:a totalt, och missade precis den stora all-round finalen. I finalen på fristående lyckades han inte förbättra sin position, och slutade senare sist bland finalens åtta deltagare. Trots det innebar detta Israels bästa placering någonsin inom artistisk gymnastik. 
Sjatilov kännetecknas även för att vara en ovanligt lång gymnast, med sina 183 centimeter. 

### Fotnoter
- Wikimedia Commons har media som rör Aleksander Sjatilov.

1. ↑  Shvidler, Eli (18 oktober 2009). ”Gymnastics world championships / Alexander Shatilov wins Israel's first-ever medal”. Hareetz. http://www.haaretz.com/print-edition/sports/gymnastics-world-championships-alexander-shatilov-wins-israel-s-first-ever-medal-1.5932. (engelska)